# Grand Prix Eva Duarte Perón 1950
Velká cena Eva Duarte Perón 1950, která se jela na okruhu v Palermu - (Argentina), byla úvodním závodem jihoamerické série Formule Libre otevřené i pro vozy formule 1. Na okruhu dlouhém 4,865 kilometru dominovaly především vozy Ferrari, které si v kvalifikaci zajistily první čtyři místa na startu a obsadily tak kompetně celou první řadu. Další místa na startu obsadili Giuseppe Farina, Princ Bira, oba s vozem Maserati a Philippe Étancelin na Talbotu. Stejným způsobem jako v kvalifikaci, vévodily vozy Ferrari i celému závodu, vítězem se stal Luigi Villoresi před Dorino Serafinim. Favoritem závodu byl domácí idol Juan Manuel Fangio, který tuto úlohu potvrdil vítězstvím v kvalifikaci, v závodě ovšem zůstal za očekáváním a nestačil jak na své týmové kolegy Villoresiho a Serafiniho, tak i na svého krajana Clemara Bucciho. Byl to právě Clemar Bucci, který se svým výkonem (startoval z 12 místa na startu) stal novým národním hrdinou.

## Výsledky

### Pořadí v cíli
| Pozice | Jezdec                  | Vůz               | Čas       |
| ------ | ----------------------- | ----------------- | --------- |
| 1      | Luigi Villoresi         | Ferrari 166FL     | 1h18:20,8 |
| 2      | Dorino Serafini         | Ferrari 125C      | 1h18:45,8 |
| 3      | Clemar Bucci            | Alfa Romeo 12C-37 | 1h18:48,0 |
| 4      | Juan Manuel Fangio      | Ferrari 166C      | 1h19:01,0 |
| 5      | Felice Bonetto          | Milano            | 1h19:29,8 |
| 6      | Giuseppe Farina         | Maserati 4CLT     | 1h20:08,8 |
| 7      | Louis Rosier            | Talbot T26C       | 1h20:35,0 |
| 8      | Reg Parnell             | Maserati 4CLT     | 1h20:35,0 |
| 9      | Princ Bira              | Maserati 4CLT     | 1h20:55,8 |
| 10     | Peter Whitehead         | Ferrari 125C      | á 1 kolo  |
| 11     | Clemente Biondetti      | Maserati 4CLT     | á 1 kolo  |
| 12     | Jose Froilan Gonzalez   | Maserati 4CLT     | á 2 kola  |
| Kolo   | Odstoupili              | -                 | Důvod     |
| 23     | Louis Chiron            | Maserati 4CLT     | Rozvody   |
| 16     | Philippe Étancelin      | Talbot T26C       | Motor     |
| 5      | Alberto Ascari          | Ferrari 166       | Přehřatí  |
| 0      | Benedicto Campos        | Ferrari 166       | Brzdy     |
| 0      | Eitel Cantoni           | Maserati 4CL      | -         |
| 0      | Toulo de Graffenried    | Maserati 4CLT     | -         |
| 0      | Pascual Puopolo         | Maserati 4CLT     | -         |
| 0      | Piero Carini            | Maserati 4CLT     | -         |
| 0      | Piero Taruffi           | Maserati 4CLT     | -         |
| 0      | Manfred von Brauchitsch | Maserati 4CLT     | -         |
| 0      | Oscar Galvez            | Alfa Romeo 308    | -         |

### Nejrychlejší kolo
- Luigi Villoresi 2:28,4 - 118,018 km/h

### Postavení na startu
| 1. řada | 1                                  |                                  | 2                                      |                                       | 3                                |                                        | 4                               |
|         | Juan Manuel Fangio Ferrari 2'29.9" |                                  | Alberto Ascari Ferrari 2'30.4"         |                                       | Luigi Villoresi Ferrari 2'31.5"  |                                        | Dorino Serafini Ferrari 2'34.3" |
| 2. řada |                                    | 5                                |                                        | 6                                     |                                  | 7                                      |                                 |
|         |                                    | Giuseppe Farina Maserati 2'35.1" |                                        | Princ Bira Maserati 2'35.6"           |                                  | Philippe Étancelin Talbot-Lago 2'36.1" |                                 |
| 3. řada | 8                                  |                                  | 9                                      |                                       | 10                               |                                        | 11                              |
|         | Louis Rosier Talbot-Lago 2'36.3"   |                                  | Jose Froilan Gonzalez Maserati 2'36.5" |                                       | Benedicto Campos Ferrari 2'37.0" |                                        | Felice Bonetto Maserati 2'37.2" |
| 4. řada |                                    | 12                               |                                        | 13                                    |                                  | 14                                     |                                 |
|         |                                    | Clemar Bucci Alfa Romeo 2'37.8"  |                                        | Toulo de Graffenried Maserati 2'38.2" |                                  | Piero Carini Maserati 2'38.5"          |                                 |
| 5. řada | 15                                 |                                  | 16                                     |                                       | 17                               |                                        | 18                              |
|         | Louis Chiron Maserati 2'39.1"      |                                  | Piero Taruffi Maserati 2'39.6"         |                                       | Eitel Cantoni Maserati 2'39.8"   |                                        | Reg Parnell Maserati 2'40.5"    |
| 6. řada |                                    | 19                               |                                        | 20                                    |                                  | 21                                     |                                 |
|         |                                    | Pascual Puopolo Maserati 2'43.1" |                                        | Clemente Biondetti Maserati 2'45.3"   |                                  | Peter Whitehead Ferrari 2'45.7"        |                                 |

Nestartovali:
- Manfred von Brauchitsch Maserati
- Oscar Gálvez Alfa Romeo

### Zajímavosti
| Pole position      | Vítězství       | Nej. kolo       |
| Juan Manuel Fangio | Luigi Villoresi | Luigi Villoresi |
| Ferrari 166C       | Ferrari 166FL   | Ferrari 166FL   |
| 2'29.9             | 1:18'20.8       | 2'28.4          |
| 116.837 km/h       | 111.770 km/h    | 118.018 km/h    |
| ------------------ | --------------- | --------------- |